# Тлякомкоимъягун
Тлякомкоимъягун (устар. Тляком-Коим-Ягун) — река в России, протекает по Ханты-Мансийскому АО. Устье реки находится в 441 км по левому берегу реки Малый Юган. Длина реки составляет 29 км.
Начинается в болотах западнее озера Энтль-Янтеклор.

## Данные водного реестра
По данным государственного водного реестра России относится к Верхнеобскому бассейновому округу, водохозяйственный участок реки — Обь от города Нефтеюганск до впадения реки Иртыш, речной подбассейн реки — Обь ниже Ваха до впадения Иртыша. Речной бассейн реки — (Верхняя) Обь до впадения Иртыша.
Код объекта в государственном водном реестре — 13011100212115200048519.

### Притоки (км от устья)
- 9 км: река Ай-Тлякомкоимъягун (пр)
- 16 км: река без названия (лв)